# إميل يانسون
إميل يانسون هو عسكري بلجيكي، ولد في يونيو 1902 في إقليم بروكسل العاصمة في بلجيكا، وتوفي بنفس المكان في 1989.